# 7 شارع السعادة (مسلسل)
7 شارع السعادة، مسلسل مصري صدر سنة 2008، من إخراج سامي محمد علي وبطولة أشرف عبدالباقي، هنا شيحة، أحمد راتب، نشوى مصطفى، حجاج عبدالعظيم، علاء مرسي، ميمي جمال.

## ملخص القصة
تدور أحداث المسلسل في إطار كوميدي اجتماعي، حول سهام التي تعمل سكرتيرة في إحدى المدارس، وهى دائمًا ما تقع في خلاف مع زوجها بسبب طموحاتها المادية الضخمة التي لا تتناسب مع امكانيات زوجها المحدودة.

## طاقم العمل

### تمثيل
- أشرف عبد الباقي
- هنا شيحة
- أحمد راتب
- نشوى مصطفى
- حجاج عبد العظيم
- علاء مرسي
- ألفت إمام
- ميمي جمال
- أحمد صيام
- عهدي صادق
- إنعام سالوسة (ضيف شرف)
- خليل مرسي (ضيف شرف)
- يوسف داوود (ضيف شرف)
- مصطفى درويش
- وسام حمدي
- بدرية طلبة
- مصطفى رجب
- ياسمين النجار
- حمدي السخاوي
- ليلى جمال
- ناهد السباعي
- حمادة بركات
- رانيا الخواجة
- محمد علي الدين
- أحمد حبشي
- نهال عنبر (ضيف شرف)
- سوسن بدر (ضيفة شرف)
- زينة هاني
- أبو النصر فتحي
- صبري عبد المنعم
- طارق سليمان
- علي خلف
- حسن الهلالي
- إبراهيم فهمي
- وفاء حمدي
- محمد قشطة
- حسن علي حسن
- إبراهيم أبو العطا
- جهاد مهدي
- سامي السيد
- إسلام محمد
- مصطفى عكاشة
- محمد سيد محمد
- زاهر محمود فتحي
- محمود غريب
- إبراهيم خليفة
- محمد إمبابي
- وحيد محمد
- إيناس العربي
- محمد محمود
- هدى حنفي
- محمد زين العابدين
- عاطف سعيد
- وائل عوض
- مراد فكري صادق
- سمير حكيم
- طارق هتلر
- غادة فلفل
- سمر عز الدين
- مجدي شاكر
- أحمد فهمي
- مصطفى قمر
- علي جمال الدين
- عبد السلام عبد العزيز
- محمد مصطفى
- مازن إبراهيم
- صيام حسن جودة
- هيثم مرعي
- رفعت ريان
- عبد الرؤوف الجندي
- فاروق عبد الفتاح
- هاني صبحي
- أشرف أمين
- محمد شريف
- رحاب حسين
- نجوى رمضان
- سيد الفيومي
- حسام حسن
- محمد حامد
- خالد سامي
- محمد السكري
- عصام الغنام
- محمد الجنايني
- محمد رضا
- رامي عبد الرحمن
- هاني إبراهيم
- حمدي إسماعيل
- خليل تمام
- إيهاب مبروك
- مجدي عبد الحليم
- هشام الشامي
- بركات محمد
- يحيى زكريا
- هند فاضل
- محمد رضوان
- ليلى
- تامر ضيائي
- أحمد الحلواني
- عزة سعيد
- يسرية السيد
- هدى الصيفي
- علي سليمان

### إنتاج
- قطاع الإنتاج - اتحاد الإذاعة والتلفزيون (ج.م.ع)

### منتج
- أيمن العرب (منتج فني)
- فريد المرشدي (مدير الإنتاج)
- تامر صقر (مدير الإنتاج)
- يوسف بكري (مشرف على الإنتاج)
- عادل ثابت (مدير الإنتاج)
- ناهد خاطر (مدير الإنتاج)
- ناهد فريد شوقي (مشرف على الإنتاج)
- راوية بياض (مشرف على الإنتاج)
- أشرف الصاوي (مدير الإنتاج)

### إخراج
- أشرف سالم (مخرج)
- مختار علي محفوظ (مخرج مساعد)
- أحمد نور (مخرج منفذ)
- ضياء الدين جابر (مخرج مساعد)

### مونتاج
- فتحي حمدي (مونتير)
- محمد عادل سلامة (مونتير المقدمة)

### تصوير
- ماجدة الشربيني (مهندس الإضاءة)
- علي طه (مدير التصوير)
- أحمد سالم (مدير التصوير)

### موسيقى
- محمود طلعت (ألحان وموسيقى تصويرية)
- أيمن بهجت قمر (كلمات الأغاني)

### أدوار متعددة
- مجدي الزقازيقي (تصميم الإستعراضات)
- سعد حسونة (تصميم المقدمة والنهاية)

### تأليف
- فداء الشندويلي (قصة وسيناريو وحوار)

### صوت
- حسن صفافة (المكساج)

### توزيع
- قطاع الشئون المالية والاقتصادية - اتحاد الإذاعة والتلفزيون (ج.م.ع) (موزع)[2]